# Municipio de Howard (condado de Parke)
El municipio de Howard (en inglés: Howard Township) es un municipio ubicado en el condado de Parke en el estado estadounidense de Indiana. En el año 2010 tenía una población de 341 habitantes y una densidad poblacional de 5,53 personas por km².

## Geografía
El municipio de Howard se encuentra ubicado en las coordenadas 39°54′7″N 87°8′6″O / 39.90194, -87.13500. Según la Oficina del Censo de los Estados Unidos, el municipio tiene una superficie total de 61.7 km², de la cual 61,51 km² corresponden a tierra firme y (0,3 %) 0,18 km² es agua.

## Demografía
Según el censo de 2010, había 341 personas residiendo en el municipio de Howard. La densidad de población era de 5,53 hab./km². De los 341 habitantes, el municipio de Howard estaba compuesto por el 99,12 % blancos, el 0,59 % eran amerindios y el 0,29 % eran de una mezcla de razas. Del total de la población el 1,17 % eran hispanos o latinos de cualquier raza.